# Mischief (yacht)
Le yacht Mischief était le defender américain qui remporta la quatrième coupe de l'America en 1881, face au challenger canadien le sloop Atalanta du Bay of Quinte Yacht Club.

## Construction
Le sloop Mischief a été conçu en 1879 par l'architecte Archibald Cary Smith et construit par la compagnie Harlan and Hollingsworth de Wilmington (Delaware), pour Joseph Richard Busk, le propriétaire anglais du New York Yacht Club. Il était construit en acier, et fut le second yacht entièrement en métal construit aux États-Unis.

## Carrière
Surnommé « The Iron Pot » (le pot de fer), Mischief fut le defender victorieux de la quatrième coupe de l'America en 1881. Il était skippé par Nathanael « Than » Clock durant les régates.
Suspecté d'être utilisé pour la contrebande entre le Canada et les États-Unis, il est saisi en 1904 et rayé des registres. Il est racheté en 1906 par la Mayflower Oil Company pour servir de barge. Enfin, en 1929, il est remorqué au large pour être coulé.